# Mitandersfors
Mitandersfors är en by i Bogens socken i Arvika kommun, en kilometer från riksgränsen mot Norge.
Mitandersfors grundades 1841 när Jonas Erik "John" Mitander kom till platsen där Bogsälven rinner ut i Varaldsjön. John Mitander anlade här ett järnbruk med hammarsmedja, kvarn och såg. Järnbruket producerade stångjärn och spik för export till Norge.
Efter järnbrukets nedläggning kom skogsindustrin att vara en stor arbetsgivare i Mitandersfors. Under 1900-talet var Billeruds AB den stora arbetsgivaren för både norrmän och svenskar i trakten.
Idag har Mitandersfors en konferensanläggning i den gamla arbetarbostaden, med inriktning på friluftsliv och naturupplevelser.
I Mitandersfors finns också en skidanläggning med elljus. Denna anläggning byggdes 1973–1974 och används ofta när det är dåligt med snö söderut.

## Kuriosa
Mitandersfors herrgård var tänkt att bli bostad åt prins Carl Philip, eftersom han är hertig av Värmland. Kungaparet besökte Mitandersfors herrgård 1981 och i november samma år kom beskedet att kungaparet inte var intresserade av herrgården.